# Dom przedpogrzebowy w Słubicach
Dom przedpogrzebowy w Słubicach – nieistniejący już budynek domu przedpogrzebowego na cmentarzu żydowskim w Słubicach; wzniesiony w 1870 w stylu neoromańskim, wyłożony żółtym klinkierem.

## Opis
Zgodnie z przepisami Talmudu pochówek odbyć się w ciągu 24 godzin od chwili zgonu, a rytualne obmycie ciała (tahara) odbywało się bezpośrednio na cmentarzu w tzw. domu tahara, a jeśli takowy nie istniał - w domu zmarłego.
Kopuła miejscowego domu przedpogrzebowego została wykonana z miedzi lub blachy ocynkowanej i miała średnicę 8,12 m. Na dachu zamontowano pozłacaną gwiazdę Dawida, która na wysokości 13 m błyszczała w słońcu i była z daleka widoczna, zwłaszcza dla podróżnych przybywających od strony Krosna Odrzańskiego (niem. Crossen).
W związku z budową domu przedpogrzebowego wykonano wyłom w murze cmentarnym, aby ułatwić dojazd i wzniesiono nową bramę z czerwonej cegły klinkierowej.
Do dzisiaj zachowały się jedynie fundamenty dawnego domu, które od 26 listopada 2013 - podobnie jak i cały teren cmentarza - otoczone są ścisłą ochroną konserwatorską.